# The Devil Wears Nada
«The Devil Wears Nada» (с англ. — «Дьявол носит Нада») — пятый эпизод двадцать первого сезона мультсериала «Симпсоны», премьера которого состоялась 15 ноября 2009 года на американском телеканале FOX. В эпизоде Мардж вместе с группой женщин-активисток снимаются для календаря в надежде заработать немного денег на благотворительность, и Мардж становится главной темой для обсуждения горожан. Тем временем Карла повышают до контролёра на атомной станции, и он нанимает Гомера своим личным помощником. Эпизод получил разные оценки телевизионных критиков.

## Сюжет
Мардж вместе с группой женщин-активисток позируют для календаря в надежде заработать немного денег на благотворительность, но Мардж, перебрав на фотостудии с вином, начинает позировать в очень откровенных позах, что становится главной темой для обсуждения спрингфилдцев после выхода календаря. Тем временем Карл после ухода в отставку прежнего контролёра получает его должность на АЭС и нанимает Гомера своим личным помощником. Гомер в новой должности работает круглые сутки, что мешает его с Мардж отношениям.
В то время, как Гомер вместе с Карлом улетает по работе в Париж, Мардж сначала нечаянно оглушает, а после соблазняет Неда Фландерса, пригласив его на ужин. В конце концов Гомер решает вернуться обратно в Спрингфилд, но Карл угрожает ему увольнением, после чего Гомер угрожает ему тем, что расскажет Президенту Франции, Николя Саркози, что у Карла был роман с его супругой Карлой Бруни. Получив согласие Карла, Гомер возвращается в Спрингфилд, где наконец получает возможность заняться сексом с Мардж.

## Производство
Эпизод «The Devil Wears Nada» вышел в эфир вскоре после появления Мардж Симпсон на обложке журнала Playboy. Исполнительный продюсер эпизода Эл Джин рассказал в интервью изданию «Toronto Sun», что в этом эпизоде есть несколько отсылок к недавней публикации Мардж в Playboy. Джин также признался, что сценарий к эпизоду был написан ещё за год до того, как эпизод должен был появиться в эфире, и сценаристы никак не могли предвидеть появления Мардж в Playboy.

## Критика
Эпизод «The Devil Wears Nada» был показан 15 ноября 2009 года на телеканале FOX, и его посмотрело примерно 9,04 миллиона зрителей. Начиная с выхода в эфир, эпизод получил разные оценки телевизионных критиков. Эпизод был лидером по числу зрителей в тот вечер на FOX. «Гриффины» с эпизодом «Quagmire's Baby» были на втором месте с 8,28 миллионами зрителей. «Шоу Кливленда» было на третьем месте с 7,01 миллионом зрителей. Меньше всего в тот вечер было зрителей у «Американского Папаши»: эпизод посмотрело всего 5.99 миллионов зрителей.
Критик «TV Squard» Джейсон Хьюз дал эпизоду положительную оценку, аргументируя это тем, что подавляющее число эпизодов «Симпсонов» было построено на том, что брак Гомера и Мардж весьма неоднозначен и никогда не рассматривалась ситуация об измене одного из супругов другому.
Критик The A.V. Club Тодд ВанДерУэрфф оценил эпизод не так положительно, как его коллега, поставив ему лишь «тройку с плюсом». Он отметил, что показать неприятности в браке Гомера и Мардж легко, но гораздо труднее выразить их эмоционально, что не очень хорошо удалось создателям в этот раз.
Обозреватель IGN Роберт Каннинг поставил эпизоду оценку лишь 6.2 из 10, сказав, что разочаровался в нём. «Сначала я думал, что эпизод может быть попыткой как-то связать недавнее появление Мардж Симпсон в Playboy, но вскоре мне стало понятно, что календарь — просто попытка выставить Мардж сексуально озабоченной. Увы, но „The Devil Wears Nada“ не рассказал ничего нового о Симпсонах».